# Ge kyrkan kraft att höras
Ge kyrkan kraft att höras är en svensk psalm med text och musik skriven 1991 av prästen och tonsättaren Per Harling. Psalmens skrevs då det fanns ett behovs av psalmtexter som beskrev hur det är att leva i en stad.

## Publicerad i
- Psalmer i 90-talet som nummer 825.[1]
- Verbums psalmbokstillägg 2003 som nummer 790 under rubriken "Tillsammans i världen".[1]